# Manutenzione ordinaria
Il termine manutenzione ordinaria, o manutenzione preventiva assume significati diversi in base al contesto in cui viene utilizzato:
- nell'edilizia il termine indica[1][2]

gli interventi edilizi che riguardano le opere di riparazione, rinnovamento e sostituzione delle finiture degli edifici e quelle necessarie ad integrare o mantenere in efficienza gli impianti tecnologici esistenti
- in ambito tecnico indica[3]

tipologie d'interventi (progettuali, organizzati e operativi messi in atto durante il ciclo di vita al fine di:
- mantenere l'integrità e le caratteristiche funzionali originarie / in essere di un bene
- mantenere o ripristinare l'efficienza di un bene
- contrastare il normale degrado
- assicurare la vita utile del bene
- ripristinare la disponibilità del bene a seguito di un guasto o una anomalia

- in ambito informatico significa[4]

apportare le modifiche, gli aggiornamenti e gli adattamenti considerati necessari in modo che il software possa continuare a funzionare in maniera ottimale il più a lungo possibile
Viene effettuata periodicamente, a intervalli prestabiliti di tempo o dopo una assegnata durata di funzionamento (per es., sostituzione a scadenze fisse di lubrificanti e di certe parti di macchinari; rifacimento periodico di un manto stradale; controllo delle coperture di un edificio ecc.).
Tali interventi sono obbligatori per i possessori e gli utilizzatori di beni al fine di poterli utilizzare per tutta la vita utile dello stesso. Sono costi correnti che non possono essere evitati se si vuole continuare ad utilizzare il bene senza diminuire la vita utile dello stesso. Inoltre non modificano il bene o lo riportano alle condizioni iniziali dopo un guasto o un'anomalia.
Tali attività vengono per lo più svolte internamente all'azienda, ma possono anche essere servizi esternalizzati. In ambito medico entrambi i casi devono essere considerati come costi dei fattori. La valutazione varia qualora il servizio sia interno, dunque vengono calcolati i costi del personale e i materiali impiegati, o esterno, quindi fatturato.

## Normativa di riferimento
La normativa di riferimento in materia di manutenzione ordinaria è la seguente:
- in edilizia:[2]
  1. D.P.R. 6 giugno 2001, n. 380 Testo unico delle disposizioni legislative e regolamentari in materia edilizia
- in ambito tecnico:[3]
  1. UNI 11063:2017
  2. UNI EN 13306:2018
  3. UNI EN 15341:2022
  4. UNI 10144:2006 (rev. 5.0.2022)
  5. UNI 10146:2007
  6. UNI 10147:2021 (rev. 4.0.2022)
  7. UNI 10148:2007
  8. UNI 10449:2008 (rev. 6.0.2023)
  9. UNI EN 17007:2018
  10. UNI 1036:2007
  11. UNI 10479-1:2017
  12. UNI 10479-2:2017
  13. UNI 10479-3:2017
  14. UNI 10479-4:2017
  15. UNI 10479-5:2017
  16. UNI 10479-6:2017
  17. UNI 10992:2002
  18. UNI 11082:2013 (rev. 6.0.2023)
  19. UNI 11134:2013 (rev. 6.0.2023)
  20. UNI 11178:2006 (rev. 6.0.2023)
  21. UNI EN 13269.2016
  22. UNI EN 13460:2009
  23. UNI 11414:2011
  24. UNI EN 15628:2014
  25. UNI 11454:2022 (rev. 4.0.2022)
  26. UNI EN 16646:2015
  27. UNI EN 17485:2021 (rev. 4.0.2022)
  28. UNI EN 17666:2023 (rev. 6.0.2023)